# ريان ويبر
ريان ويبر (بالإنجليزية: Ryan Weber) هو لاعب كرة قاعدة أمريكي، ولد في 12 أغسطس 1990 في سانت بيترسبرغ في الولايات المتحدة.

## وصلات خارجية
- ريان ويبر على موقع دوري كرة القاعدة الرئيسي (الإنجليزية)
- ريان ويبر على موقعبيزبول رفرنس.كوم (الدوري الرئيسي) (الإنجليزية)
- ريان ويبر على موقعبيزبول رفرنس.كوم (الدوري الثانوي) (الإنجليزية)
- ريان ويبر على موقع إي إس بي إن.كوم (أم.أل.بي) (الإنجليزية)
- ريان ويبر على موقع مشجعي الرسوم البيانية (الإنجليزية)